# Jakob Eriksson (borgmästare)
Jakob Eriksson, död 13 mars 1620 i Stockholm, var en svensk borgmästare.

## Biografi
Jakob Eriksson var son till rådmannen Erik Jakobsson och Elin Larsdotter. Han studerade i Stockholm och lärde sig bland annat köpenskap. Jakob Eriksson var 1593 och 1597 kämnär, 1594 och 1598 rättafogde. Han var mellan 1594-1596 och 1598-1616 rådman i Stockholm. Jakob Eriksson var mellan 1595-1596 föreståndare för Smedsämbetet i Stockholm och var 1599 förmyndare för de fattiga i Danviken. Han var mellan 1599-1616 föreståndare för kann-, grytgjutare, stakmakre-, kopparslgare- och smedsämbetena. Jakob Eriksson var vinprovare och provare av främmande drycker 1604-1604 och var jämte borgmästaren Olof Pedersson Humbla inspektor över handelsordinantiens efterlevnad 1614. Han blev 5 maj 1616 borgmästare i Stockholm och var byggmästare i staden 1617. Jakob Eriksson var riksdagsman vid riksdagen 1599. Han avled 1620.
Han representerade Stockholm vid begravningen och kröningshögtiden i Uppsala 1594, samt vid Karl IX kröningsriksdag 1608.

### Familj
Jakob Eriksson gifte sig omkring 1598 med Anna (död 1612). Hon var änka efter Hans Hille den äldre.
Han gifte sig andra gången med Karin. Hon var änka efter borgaren Henrik Persson.